# Juan Vara Terán
Juan Vara Terán (Manila, Filipinas, 1874 - julio de 1945) fue un político y militar, Nació en las islas Filipinas este archipiélago formaba parte del Imperio colonial Español.

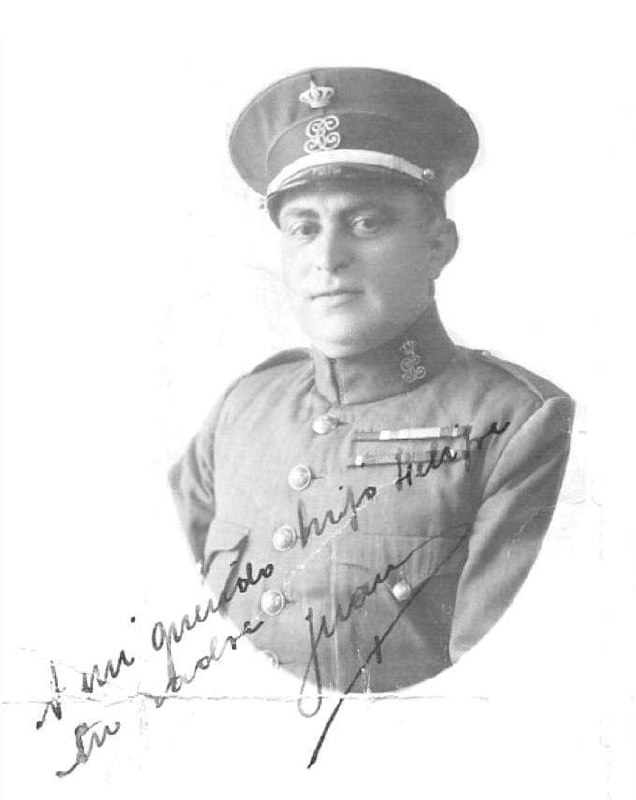
El coronel de la Guardia Civil, Juan Vara Terán, antes de la Guerra Civil

## Biografía
Hijo de Felipe Vara Sáez y de María del Carmen Terán Puyol, fue promovido al empleo de 2.º Teniente de Infantería por Real Orden de 10 de junio de 1897 y destinado al Regimiento Infantería Savoia n.º 6, con guarnición en Madrid, donde es nombrado abanderado el 7 de septiembre. Aunque fue asignado por sorteo para el Batallón Expedicionario que debía partir a Filipinas en 1897 (en plena guerra de independencia), no llegó a salir para el archipiélago y permaneció en la península ibérica. El 13 de diciembre de 1898, causa baja en el Regimiento Savoia tras haberle sido concedido el ingreso en la Guardia Civil. Destinado a Canarias el 22 de diciembre de 1898, llegó a Tenerife el 21 de marzo de 1899, tras haber contraído matrimonio el 10 de febrero con Carmen Morán Casanova y haber realizado las prácticas de la Guardia Civil en Toledo. En abril de 1900 logra que lo trasladen de nuevo a España, concretamente a Cuenca.
Tras haber sido destinado a Ceuta, para participar en las Guerras de África, el 1 de julio de 1912 es ascendido a capitán. El 8 de septiembre de 1912 es creada la Orden de África, siéndole concedida tal condecoración con pasador de Ceuta. En agosto de 1917 interviene en la represión de Río Tinto. En agosto de 1920 es ascendido a Comandante de la Guardia Civil, siendo destinado a Oviedo, como segundo jefe.
En 1924 viaja a Perú, permaneciendo allí hasta 1926. El 7 de febrero de 1928 es ascendido a teniente coronel, siendo destinado al mando de la Jefatura de la Comandancia de Santa Cruz de Tenerife. Estando al mando de la Guardia Civil, el 25 de noviembre de 1930 se produce una carga contra una manifestación en Santa Cruz de Tenerife, muriendo a causa de dicha represión el manifestante Juan Agrella.
Cuando se proclama la Segunda República Española, en abril de 1931, formaliza la promesa de adhesión, permaneciendo en la Comandancia de Santa Cruz de Tenerife.
El 11 de marzo de 1933 se produce una insurrección popular en el municipio de Buenavista del Norte, que es reprimida por fuerzas militares y de la Guardia Civil, resultando detenidas 60 personas. También dirigió Juan Vara Terán la represión tras los Sucesos de Hermigua, siendo condenados varios obreros a muerte.
De nuevo es destinado a la península ibérica el 15 de agosto de 1933, siendo Primer Jefe del 4.º tercio móvil de Ferrocarriles. Es ascendido a coronel en 1934 y pasa a Guinea Ecuatorial, en esos momentos colonia española, para desempeñar el cargo de para desempeñar el cargo de subgobernador de los Territorios Españoles de África Ecuatorial.

#### Guerra Civil
El 1 de julio llega a la isla de Tenerife tras recibir una licencia de dos meses por enfermedad. Aprovecha su estancia en la isla para participar en los preparativos de la sublevación armada dirigida por el general Franco, siendo designado para hacerse con el Ayuntamiento de Santa Cruz de Tenerife y deteniendo al alcalde republicano José Carlos Schwartz Hernández.
Durante su actividad como alcalde, continuará desempeñando actividades militares, participando en dos Consejos de Guerra en los que se condenó a muerte a Alonso González Campos (teniente de la Guardia de Asalto que permaneció fiel al gobierno legítimo republicano), Manuel Vázquez Moro (gobernador civil de Santa Cruz de Tenerife), Isidro Navarro López (Radiotelegrafista y secretario del Gobierno Civil), Domingo Rodríguez Sanfiel (Presidente del Círculo de la Amistad XII de Enero), y Francisco Sosa Castilla (Presidente del Sindicato de Inquilinos y carpintero).
El 5 de octubre de 1936, la Comisión Gestora del ayuntamiento de Santa Cruz de Tenerife, presidida por Juan Vara Terán, nombra hijo predilecto de la ciudad al dictador Francisco Franco. Posteriormente participa en dos consejos de guerra más.
En 1937 parte a Burgos, lugar donde se ubicaba el gobierno de la zona franquista durante la guerra civil española, llevando dinero de las arcas municipales de Santa Cruz de Tenerife. En 1938 dimite como alcalde, siendo sustituido por Eusebio Ramos González.
Pese a que al cumplir los 66 años en 1938 debería de haber pasado a la condición de retiro de la Guardia Civil, su baja no se efectúa hasta 1944.
Falleció en julio de 1945.